# Marino Moretti
Marino Moretti (Cesenatico, 18 luglio 1885 – Cesenatico, 6 luglio 1979) è stato un poeta, romanziere e drammaturgo italiano, noto soprattutto come poeta crepuscolare.
Iniziò come poeta, cantando le cose semplici e umili di tutti i giorni, seguendo un'influenza pascoliana, usando toni dimessi e parole semplici; passò in seguito a scrivere novelle e romanzi, tra cui Puri di cuore, dove il linguaggio diventa più complesso e analitico, tornando ancora alla poesia negli ultimi anni.

## Biografia

### Anni giovanili
Nacque a Cesenatico nell'allora provincia di Forlì nel 1885, da Ettore Moretti, impiegato al Comune e imprenditore di trasporti marittimi e da Filomena (che faceva Moretti di cognome anche da nubile), insegnante elementare, di origine marchigiana.
Frequentò la scuola elementare a Cesenatico nella classe della madre, esperienza indubbiamente importante per la formazione della sua personalità.
Nel 1896 venne iscritto presso l'Istituto "Sant'Apollinare" di Ravenna diretto da religiosi, ma l'anno seguente lo abbandonò per il profitto scadente. Si iscrisse quindi al liceo-ginnasio "Vittorino da Feltre" di Bologna che lasciò nel 1900, senza aver conseguito la licenza ginnasiale.
La scuola di recitazione
Deciso a lasciare per sempre gli studi, convinse i genitori a iscriverlo, nel 1901, alla «Regia Scuola di recitazione "Tommaso Salvini"» di Firenze diretta da Luigi Rasi. Viste le sue scarse doti in quel campo, il Rasi stesso gli consigliò di lasciare quella carriera suggerendogli una via diversa e maggiormente affine agli interessi letterari che aveva già in precedenza espresso. Rasi incaricò quindi Moretti di fargli da collaboratore lavorando per portare a termine il suo "Dizionario dei comici italiani", incarico che egli portò egregiamente a termine ottenendo così due vantaggi: quello di essere abbastanza autonomo economicamente e quello di poter svolgere un'attività gratificante. Alla scuola del Rasi conobbe Aldo Palazzeschi con il quale strinse un'amicizia solida e duratura nel tempo.

### Gli anni fiorentini

Marino Moretti a vent'anni

Gli anni trascorsi a Firenze, centro culturale di prima importanza, sono rilevanti per la formazione centrale. Il clima fiorentino di questo periodo, con le nuove tendenze che danno via a riviste come Hermes, Lacerba, La Voce, Leonardo, sarà per Moretti, che ne rimane ai margini, ricco di stimoli. A Firenze il giovane Moretti frequenta il Gabinetto Vieusseux, dov'era possibile accedere alle più importanti riviste italiane ed europee, la Biblioteca Nazionale Centrale di Firenze.
La prima produzione poetica
Al 1902 e 1903 appartengono le prime raccolte di novelle intitolate Le primavere e quelle di versi, Il poema di un'armonia e La sorgente della pace.
Ma il vero debutto letterario avviene con la pubblicazione nel 1905 delle liriche di Fraternità, seguito dalle novelle intitolate Paese degli equivoci. Nel 1908 viene data alle stampe la raccolta La serenata delle zanzare e nel giro di pochi anni vengono pubblicate le sue raccolte più famose: Poesie scritte col lapis del 1910, Poesie di tutti i giorni del 1911, I poemetti di Marino del 1913 e Il giardino dei frutti del 1916. Con quest'opera Moretti sembra congedarsi come poeta dal pubblico, per darsi soprattutto alla memorialistica e alla narrativa. Riprenderà la sua attività di poeta solamente mezzo secolo dopo.

### Gli anni della guerra
Era intanto scoppiata la prima guerra mondiale e lo scrittore, pur non ritenuto idoneo, volle partecipare; si arruolò come infermiere negli ospedali da campo.
Inviato a Roma, nel 1916 lavorò presso un'agenzia di stampa della Croce Rossa con Federigo Tozzi con il quale rimase in contatto sino al 1920, anno della sua morte.
Durante la guerra avvenne l'esordio di Moretti come romanziere con Il sole del sabato pubblicato nel 1916 ma uscito nel 1913 su Il Giornale d'Italia, al quale seguì nel 1918 Guenda che ottenne buoni consensi.

### Il ritorno a Firenze
Moretti collaborò attivamente a numerosi periodici e giornali a partire dal 1923 e soprattutto alla pagina letteraria del Corriere della Sera su invito di Luigi Albertini, direttore del giornale.
Dichiaratosi contrario al fascismo, firmò il Manifesto degli intellettuali antifascisti di Benedetto Croce, anche se non partecipò attivamente alla vita politica rimanendo sempre appartato tra Firenze e la città natale. A dicembre del 1926 fece parte con Aldo Palazzeschi della giuria del premio Alessandro Manzoni dell'Unione Editori Cattolici Italiani.
Durante gli anni della dittatura la pubblicazione nel 1928 in volume del Trono dei poveri, che era già uscito a puntate tra il dicembre 1926 e il giugno 1927 su «Il Secolo», gli creò qualche inconveniente. Esso infatti venne accolto dalle contestazioni dei fascisti della Repubblica di San Marino a causa del contenuto che riportava elogi alla libertà e all'indipendenza delle passate istituzioni.
Nel 1932 il Duce bloccò l'assegnazione a Moretti da parte dell'Accademia d'Italia del Premio Mussolini, che fu poi dato a Silvio Benco. Nel 1936, nonostante la firma del Manifesto di Croce, scrisse un elzeviro per il Corriere della Sera in cui esaltava la guerra d'Etiopia.
Nel 1944, durante la RSI, lo stesso premio verrà assegnato a Moretti, che lo rifiuterà con fermezza.
Lo scrittore intanto aveva continuato negli anni precedenti la sua attività scrivendo e pubblicando novelle, ricordi e romanzi. Risale al 1935 L'Andreana, al 1937 Anna degli elefanti e al 1941 La vedova Fioravanti, il romanzo che verrà accolto come il suo capolavoro da critici letterari autorevoli come Emilio Cecchi e Pietro Pancrazi.

### Il secondo dopoguerra e la fine della carriera di romanziere
Nel 1946, terminato il periodo bellico, Moretti iniziò la revisione delle sue opere dando alla ristampa alcune di esse e pubblicando un altro romanzo importante, I coniugi Allori, al quale seguirà il romanzo di rievocazione Il fiocco verde nel 1948, il volume di ricordi I grilli di Pazzo Pazzi nel 1951 e un'ultima raccolta di novelle, intitolata 194, nel 1956.
Nel 1958 Moretti termina con La camera degli sposi la sua carriera di romanziere e nel 1960, con il Libro dei miei amici. Ritratti letterari, ne farà l'ultimo bilancio.
Erano intanto iniziati i riconoscimenti pubblici per l'autore. Nel 1948 otterrà, a pari merito con Francesco Flora, il Premio Fila, nel 1952 il Premio Feltrinelli dell'Accademia dei Lincei, nel 1955, con Il libro dei sorprendenti vent'anni il premio Napoli e nel 1959, con Tutte le novelle, il Premio Viareggio che sarà causa di polemiche perché aveva superato Una vita violenta di Pier Paolo Pasolini. Moretti riceverà nel 1969 nuovamente il Premio Viareggio, Speciale per l'insieme dell'opera letteraria.
Moretti ha scritto e pubblicato una novella sulla rivista Pioniere Noi Donne dal titolo: A scuola, uscita sul n° 29 del 1967.

### Il ritorno alla poesia

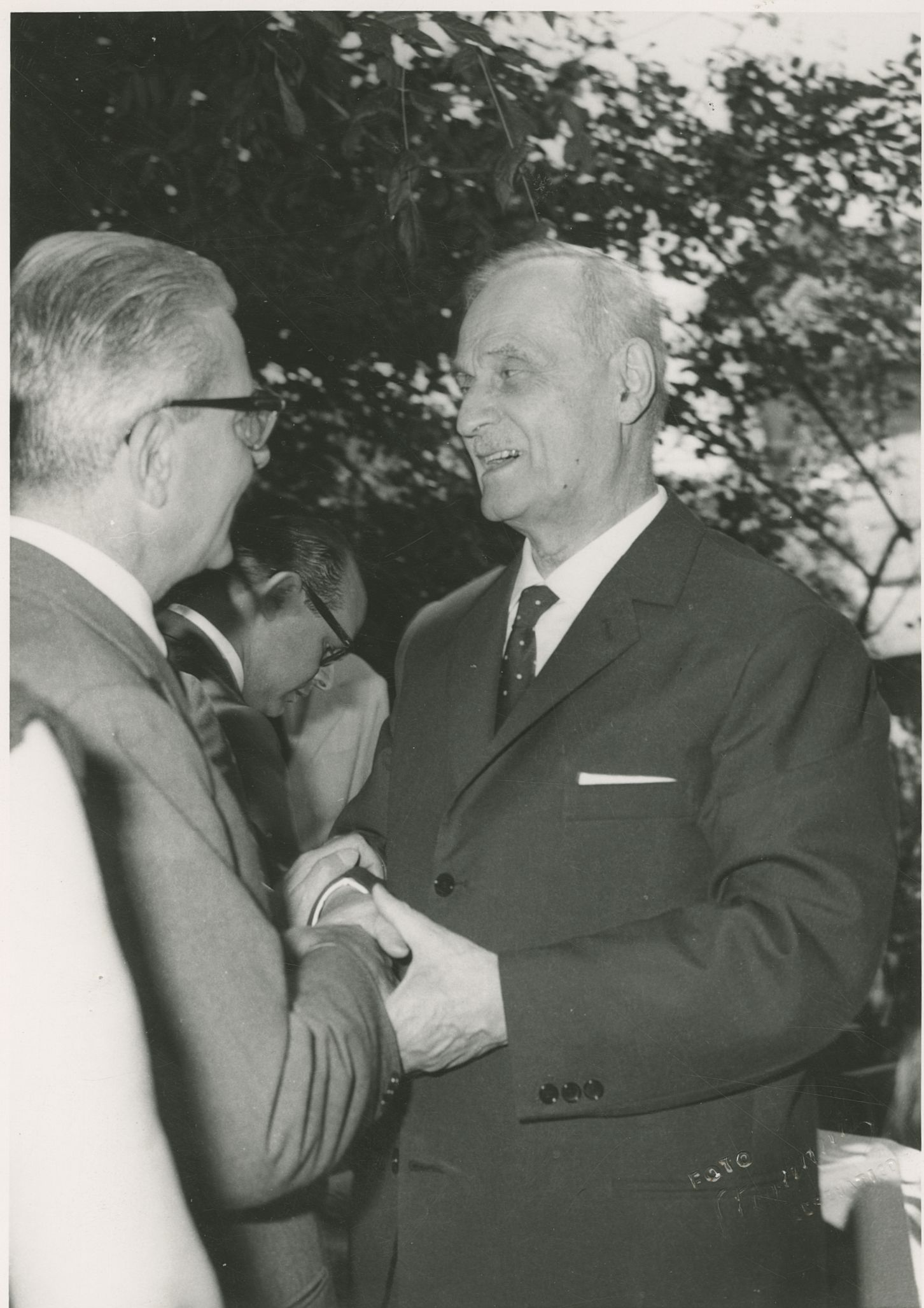
Marino Moretti ai festeggiamenti per il compimento dei suoi ottanta anni nel 1965.

Nel 1969, mentre l'editore Mondadori inizierà l'edizione, nei "Classici italiani contemporanei", delle opere dello scrittore, egli, in modo inaspettato e con grande vitalità, riprenderà a scrivere poesia. Usciranno nel 1969 la raccolta poetica L'ultima estate, nel 1971 Tre anni e un giorno, nel 1973 Le poverazze e nel 1974 Diario senza le date.
Nel 1975, per il suo novantesimo compleanno, la Biblioteca di Cesenatico organizzerà un importante convegno di studi e nel volume degli atti che uscirà nel 1977 il nome di Moretti apparirà accanto a quello dei più noti e validi esponenti della critica letteraria.
A Cesenatico lo scrittore si spegnerà il 6 luglio del 1979, pochi giorni prima di compiere 94 anni.
La sua casa natale è stata adibita a casa museo.

## Produzione letteraria

### Le raccolte poetiche
A parte le primissime poesie edite su riviste fiorentine  e la raccolta di novelle del 1902 intitolata Le primavere, si ricordano due opere che per molto tempo sono state ignorate dalla critica e messe in luce da Piero Bigongiari: Il poema di un'armonia e La sorgente della pace, entrambe pubblicate a Firenze dall'editore Ducci nel 1903 che, nell'intenzione dell'autore, dovevano far parte di una trilogia che doveva concludersi con L'autunno della vergine.
Queste raccolte risentono dell'atmosfera simbolista tipica del decadentismo europeo della fin de siècle e si possono collocare tra il gusto liberty e l'esempio dannunziano.
Ma il vero esordio pubblico di Moretti come poeta avvenne con la raccolta Fraternità. L'opera fu edita a Torino dalla casa editrice Remo Sandron nel 1905 arricchita da una incisione di Adolfo De Carolis e risente dell'influsso del Pascoli; venne recensita da Aldo Palazzeschi, mentre a sua volta Moretti recensiva I cavalli bianchi dell'amico.
Nel 1908 fecero seguito i poemetti de La serenata delle zanzare pubblicata presso l'editore Streglio di Torino con incisioni del De Carolis che, pur risentendo dell'influsso di Myricae e dei Canti di Castelvecchio di Pascoli, assumono una connotazione diversa e originale. Seguiranno Poesie scritte col lapis e Poesie di tutti i giorni, pubblicate nel (1910) e (1911) dall'editore Ricciardi, che segneranno la fase crepuscolare.
Nel 1916 uscirà un'altra opera significativa, Il giardino dei frutti pubblicate da Ricciardi che comprendeva le poesie del periodo 1911-1914 e che, in parte, erano già uscite, tra il 1912 e il 1913, sulla "Riviera Ligure".
Nel 1913 Moretti aveva pubblicato alcuni poemetti per l'infanzia su Il giornalino della domenica di Vamba, in seguito editi a Roma dalla Tipografia Ed. Nazionale con il titolo Poemetti di Marino, che, pur mantenendo il medesimo tono di certi poemetti precedenti risultarono di minore importanza.
L'antologia Poesie 1905-1914, curata dal poeta per i Treves, è simile a un congedo poetico. Dopo il 1914 l'attività poetica di Moretti rimase per lungo tempo episodica e privata.

### I ricordi
Tra la produzione letteraria di Moretti un forte significato assumono le pagine autobiografiche che si ritrovano in diversi contesti dei suoi romanzi, come in "Anna degli elefanti" o nella sezione del "Trono dei poveri" dove rivive l'esperienza vissuta in prima persona negli ospedali da campo nel periodo della guerra.
Moretti scrisse inoltre numerose memorie autobiografiche e impressioni di viaggio ("Mia madre", "Il tempo felice", "Via Laura", "Fantasie olandesi", "Scrivere non è necessario", "Pane in desco", "L'odore del pane", "I grilli di Pazzo Pazzi", "Il libro dei miei amici", "Ritratti letterari"), che nel 1962 entrarono a far parte del volume unico intitolato "Tutti i ricordi" a cura dell'editore Mondadori.

### Le novelle
Ricca e varia fu anche la produzione di novelle tra le quali si ricordano Il paese degli equivoci (1907), I lestofanti (1909), Ah!Ah!Aha! (1909), I pesci fuor d'acqua (1914), La bandiera alla finestra (1917), Conoscere il mondo (1919), Personaggi secondari (1920), Una settimana in Paradiso e altre novelle (1920), Cinque novelle (1920), La vera grandezza (1925), Le capinere (1926), Allegretto quasi allegro (1927), Sorprese del buon Dio (1931), Novelle per Urbino (1937), Uomini soli (1954). Esse vennero pubblicate dapprima su riviste e giornali e poi raccolte in volume, sistemate e revisionate, dalla SEI nel 1942 e infine dalla Mondadori nel 1959 con una selezione definitiva che comprendeva cento testi divisi in quattro parti: Personaggi secondari, Da vita a vita, Presente del presente, Racconti brevi.

### I romanzi

#### Romanzi della mia terra
Dopo la prima guerra mondiale Moretti si dedicò soprattutto alla narrativa e nel 1961 vengono ristampati, nei "Romanzi della mia terra", "La voce di Dio" del 1920, "Puri di cuore" del 1923, "L'Andreana" del 1935, "La vedova Fioravanti" del 1940.

#### Romanzi dal primo all'ultimo
Nel 1965 esce la raccolta dei "Romanzi dal primo all'ultimo" che comprende "Il sole del sabato", primo romanzo di Moretti pubblicato nel 1916, "Il segno della croce" del 1926, "Il trono dei poveri" del 1928, "Il fiocco verde" del 1948, il "Doctor Mellifluus" del 1954 e "La camera degli sposi" del 1958.

#### Romanzi dell'amorino
Nel 1968, quando lo scrittore era ormai ritornato alla poesia, saranno ristampati in una raccolta dal titolo "Romanzi dell'amorino", "Guenda" del 1918, che piacque al Papini delle Stroncature, "Né bella né brutta" del 1921, i "Due fanciulli" del 1922 (ristampato nel 1950 da Mondadori con il titolo "Il pudore", "Anna degli elefanti" del 1937, "I coniugi Allori" del 1946 legati tra loro, oltre a situazioni contingenti, dal fiore dell'amorino chiamato anche reseda.

#### Idilli in prosa
Gli altri romanzi, L'isola dell'amore del 1920, Il romanzo della mamma del 1924, La casa del Santo Sangue del 1929, furono ristampati da Moretti, con il titolo di Idilli in prosa, nel 1966 nell'appendice dell'edizione di "Tutte le poesie".

### Le ultime poesie
Nella tarda età Moretti ritornò con impeto alla poesia, dapprima con Diario senza le date, edito nel 1965, e in seguito con L'ultima estate (1969), Tre anni e un giorno (1971), Le poverazze. Diario a due voci (1973), e infine con la riedizione, con aggiunta di nuovo materiale, del Diario senza le date (1974).
Nel 1966 aveva iniziato l'ultima stagione poetica con "Tutte le poesie" che comprendeva una scelta e revisione delle precedenti raccolte e testi inediti che segnarono il suo nuovo modo di fare poesia,  un esercizio di scrittura basato sull'epigramma che, per la libertà delle forme e dello stile, raggiunse i più alti risultati.

### L'interesse per la sua opera
Al convegno di Cesenatico del 1975 per il novantesimo compleanno dello scrittore si assistette a un aumento d'interesse per la sua opera. Gli Atti del Convegno, con interventi di Gianfranco Contini, Geno Pampaloni e Luciano Anceschi, furono pubblicati nel 1977 a Milano dalla casa editrice Il Saggiatore.

## Poetica

### La poesia
Moretti è tipicamente associato al crepuscolarismo. Il termine compare infatti per la prima volta proprio in una recensione a Poesie scritte con il lapis.
La poesia di Moretti nonostante un'attività lunghissima, che ha sfiorato i settanta anni, non ha subito grandi modificazioni.
Tipico rappresentante di un modo di vedere la vita nelle sue semplici cose senza tempo, ripiegandosi su sé stesso e lasciandosi andare, Moretti, forse più dei suoi compagni crepuscolari, sente lo sfaldarsi del personaggio e la debolezza dell'uomo nei confronti del tempo, che procede inesorabile, cui non cessa di ribellarsi.
La sua è una poesia che nasce dal contrasto fra le cose e i sentimenti, fra il mondo esterno e il mondo interno.

Nella poesia intitolata A Cesena tutti i temi crepuscolari sono presenti, soprattutto la posizione nei confronti del tempo, delle cose che ti circondano e del passato che non si riconosce: 
ospite della mia sorella sposa,

sposa da sei, da sette mesi appena...

[...]

Piove. È mercoledì. Sono a Cesena,

sono a Cesena e mia sorella è qui,

tutta d'un uomo ch'io conosco appena,

tra nuove gente, nuove cure, nuove

tristezze, e a me così parla, così

senza dolcezza, mentre piove:

«La mamma nostra t'avrà detto che...

E poi si vede, ora si vede e come!...

Sì, sono incinta...Troppo presto, ahimè!

Sai che non voglio balia? che ho speranza

d'allattarlo da me? Cerchiamo un nome...

Ho fortuna: è una buona gravidanza...»

Ancora parli, ancora parli; e guardi

le cose intorno. Piove. S'avvicina

l'ombra grigiastra. Suona l'ora. È tardi.

E l'anno scorso eri così bambina!»
(A Cesena)
Moretti va inoltre ricordato, oltre che per le poesie del periodo giovanile, per quelle della maturità e della vecchiaia nelle quali, come dice Carlo Bo, il poeta si è sciolto maggiormente «annullando quelli che erano gli schemi iniziali riconducibili alla lezione crepuscolare e impostando la sua nuova lettura dentro il registro dell'ironia e di una filosofia dolorosa e quasi crudele».

### La narrazione
Marino Moretti concepisce il romanzo o la novella come lo svolgimento di un tema semplice senza necessità di alcuna architettura al quale sia sufficiente l'alternarsi dei chiaroscuri per darne il giusto risalto.
A un certo punto della sua carriera, dopo La vedova Fioravanti (1941), lo scrittore giunge a una maggiore complessità di temi narrativi e scioltezza formale.
Lo stile diventa più analitico e complesso e le emozioni, più sommesse, comprendono pause riflessive venate da un'intonazione ironica. Lo scrittore inizia a servirsi del materiale dei ricordi e lo intreccia a motivi fantastici, combinando e contaminando le forme narrative con quelle del saggio o della divagazione lirica.

### Temi e motivi
Il tema della provincia, a diversi livelli di approfondimento, è tipico dell'opera morettiana. Ci si trova di fronte a un "provincialismo" delle prime opere che si rifà a un'atmosfera crepuscolare dove viene messo in evidenza un mondo dai contorni un po' ristretti, sonnolento e a volte e anche uggioso. Tutto questo appare legato al gusto italiano del momento, con riferimento a Fausto Maria Martini che pubblica nel 1910 le "Poesie provinciali" e anche a coloro, come Rodenbach o Maeterlinck che possono considerarsi affini al crepuscolarismo.

In un secondo momento, come nei "romanzi della mia terra", l'analisi diventa più dettagliata nel descrivere soprattutto gli interni, dove certi elementi, che rappresentano il centro della vita domestica, assumono un ruolo simbolico, come il focolare (l'aròla) nel romanzo "Puri di cuore": "Grande la cucina quanto piccolo e modesto il tinello. Un gran cucinone con un'aròla non più alta delle seggiole, una rastrelliera rustica in tre file da cui gocciolavano i piatti e la terraglia rustica sul lavandino, una tavola quadrata nel mezzo, un canterano dalla patina nera con gli sportelli che ricordavano le porte delle chiese barocche e l'alzata a bocca di forno che si restringeva gradatamente in alto e reggeva piatti colorati e stoviglie."
Un maggiore ampliamento del tema avviene con l'interesse per quanto accade nel paese, l'accurata descrizione degli ambienti e soprattutto con la "tipizzazione" dei diversi personaggi che mette in evidenza la loro mentalità tanto legata alle abitudini di vita di quella terra e di quella cultura. E, come scrive Giuseppe Zaccaria, "In questo senso la narrativa morettiana affonda precise radici in una tradizione ottocentesca, quella del regionalismo e del verismo, anche se da questa tradizione tende, soprattutto nelle ultime opere, ad affrancarsi."

### La lingua e lo stile
Il linguaggio della poesia e quello della prosa scorre parallelo nell'opera di Moretti con la conseguenza della scelta di una lingua molto vicina al parlato che si limita alla semplicità di una comunicazione piccolo-borghese fino a giungere alla cantilena infantile e alla cadenza ripetitiva con l'utilizzo di parole della quotidianità.
Lo stile è pertanto da ricercare nei moduli crepuscolari ma anche in un usus scribendi molto personale con il ripetersi di termini e stilemi maggiormente elevati.
Tra gli elementi distintivi dello stile morettiano persistono le parole-cose che servono a determinare in modo preciso gli oggetti oltre l'uso costante di diminutivi, di sostantivi e aggettivi che vogliono indicare il grigiore, la noia, la malinconia.
Si aggiungono inoltre tutti quei termini tipici dell'infanzia legati al mondo della scuola, dell'amore materno e dell'uso domestico che ricordano l'ascendenza pascoliana.
triste son io, triste son io, perché

la tristezza è il mio pane e la mia piada. -  da all'Albergo della tazza d'oro in Poesie scritte col lapis»

### La struttura e l'ideologia
Per quanto riguarda le situazioni espresse nei suoi romanzi, Moretti sceglie quelle più immediate e facilmente comprensibili dal comune lettore, sia che rappresenti il mondo popolare dei contadini o quello di ambienti borghesi, riprendendo gli schemi ottocenteschi che vanno dal bozzetto di carattere realistico alla ben delineata tipologia dei personaggi.
L'ideologia dell'autore è già espressa nelle sue poesie dove si sofferma sulla crisi dei valori dell'uomo e sulla mancanza delle motivazioni umane per poter affrontare con serenità la vita.
Ostinato e solitario, mite e tetragono,  Moretti è, in definitiva, incapace di mercanteggiare i soccorsi mondani delle ideologie e delle retoriche contemporanee.

## Opere

### Poesia
- Il poema di un'armonia, Ducci, Firenze, 1903
- La sorgente della pace, Ducci, Firenze, 1903
- Fraternità, Sandron, Palermo, 1905
- La serenata delle zanzare, Streglio, Torino, 1908
- Poesie scritte col lapis, Ricciardi, Napoli, 1910
- Poesie di tutti i giorni (1910-1911), Ricciardi, Napoli, 1911
- Poemetti di Marino, Tipografia Edizione Nazionale, Roma, 1913
- Il giardino dei frutti, Ricciardi, Napoli, 1916
- Poesie (1905-1915), Treves, Milano, 1919
- L'ultima estate (1965-1968), Arnoldo Mondadori Editore, Milano, 1969
- Tre anni e un giorno (1967-1968), Mondadori, Milano, 1971
- Le poverazze (1968-1972), Mondadori, Milano, 1973
- Diario a due voci, Mondadori, Milano, 1973
- Diario senza le date, Mondadori, Milano, 1974
- Poesie scritte col lapis, Palomar, Bari, 2002

### Narrativa e prose varie
- Il paese degli equivoci, novelle, Sandron, Palermo, 1907
- Sentimento, libro per ragazzi, Sandron, Palermo, 1908
- I lestofanti, novelle, Sandron, Palermo, 1909
- Ah,Ah,Ah!, Sandron, Palermo, 1910
- I pesci fuor d'acqua, novelle, Treves, Milano, 1914
- Il sole del sabato, romanzo, Treves, Milano, 1916
- La bandiera alla finestra, novelle, Treves, Milano, 1917
- Guenda, romanzo, Treves, Milano, 1918
- Conoscere il mondo, novelle, Treves, Milano, 1919
- Adamo ed Eva, Milano, 1919
- Personaggi secondari, novelle, Milano, 1920
- Una settimana in Paradiso, novelle, Milano, 1920
- Cinque novelle, novelle, Formiggini, Roma, 1920
- La voce di Dio, romanzo, Milano, 1920
- L'isola dell'amore, romanzo, Milano, 1920
- Né bella né brutta, romanzo, Milano, 1921
- Due fanciulli, romanzo, Milano 1922
- I puri di cuore, romanzo, Milano, 1923
- Mia madre, Treves, Milano, 1923
- Il romanzo della mamma, Treves, Milano, 1924
- La vera grandezza, novelle, Treves, Milano, 1926
- Il segno della croce, Treves, Milano, 1926
- Le capinere, novelle, Mondadori, Milano, 1926
- Le più belle pagine di E. Praga, I. U. Tarchetti e A. Boito, a cura di Marino Moretti, Treves, Milano, 1926
- Allegretto quasi allegro, novelle, Milano, 1927
- Il trono dei poveri, (unico romanzo italiano ambientato nella Repubblica di San Marino)[12], Treves, Milano, 1927
- Il tempo felice. Ricordi d'infanzia e d'altre stagioni, Treves, Milano, 1929
- La casa del Santo sangue, romanzo, Mondadori, Milano, 1930
- Via Laura. Il libro dei sorprendenti vent'anni, Treves, Milano, 1931
- Sorprese del buon Dio, novelle, Mondadori, Milano, 1931
- Guy de Maupassant: Una vita, traduzione di Marino Moretti, Mondadori, Milano, 1931
- Fantasie olandesi, Treves, Milano, 1933
- L'Andreana, romanzo, Mondadori, Milano, 1935
- Parole e musica, Firenze, 1936
- Novelle per Urbino, Urbino, 1937
- Anna degli elefanti, romanzo, Mondadori, Milano, 1937
- Scrivere non è necessario, Mondadori, Milano, 1937
- Pane in desco, Mondadori, Milano, 1939
- La vedova Fioravanti, romanzo, Mondadori, Milano, 1941
- L'odore del pane, Morcelliana, Brescia, 1942
- Cento novelle, Torino, 1942
- I coniugi Allori, romanzo, Mondadori, Milano, 1946
- Il fiocco verde, romanzo, Mondadori, Milano, 1948
- Il pudore, romanzo, Mondadori, Milano, 1950 (rifacimento di Il tempo felice)
- A Panzini: La cicuta, i gigli e le rose, a cura di Marino Moretti, Mondadori, Milano, 1950
- I grilli di Pazzo Pazzi, Milano, 1951
- Il tempo migliore, prose, Milano, 1953
- Uomini soli, novelle, Milano, 1954
- Doctor Mellifluus, romanzo, Milano, 1954
- La camera degli sposi, romanzo, Milano, 1958
- Il libro dei miei amici. Ritratti letterari, Mondadori, Milano, 1960

### Teatro
- Leonardo da Vinci, teatro (in collaborazione con F. Cazzamini Mussi), Baldini e Castoldi, Milano, 1909
- Gli Allighieri, teatro (in collaborazione con F. Cazzamini Mussi), Baldini e Castoldi, Milano, 1910
- Frate sole, Milano, 1911
- L'isola dell'amore, in "Rassegna italiana", aprile-maggio 1924

### Studi critici
- Fausto Maria Martini, Fraternità, in Cronache latine, gennaio 1906
- Aldo Palazzeschi, Fraternità, in Lega lombarda, 4 febbraio 1906
- Giuseppe Lipparini, Romanzi e novelle, in Il Marzocco, 13 settembre 1907
- Goffredo Bellonci, I libri della settimana, in Il Giornale d'Italia, 18 aprile 1908
- Vamba (Luigi Bertelli), Il nostro Marino Moretti, in Il giornalino della Domenica, 31 luglio 1910
- Paolo Buzzi, Poesie scritte col lapis, in Giovane Italia, 21 agosto 1910
- Giuseppe Antonio Borgese, Poesia crepuscolare, in "La Stampa", 10 settembre 1010
- G.A. Borgese, La vita e il libro, II serie, Torino, Bocca, 1911
- Domenico Oliva, Poesie scritte col lapis, in "Giornale d'Italia", 14 gennaio 1911
- Giovanni Rabizzani, La poesia del mezzo lutto, Il Resto del Carlino, 27 aprile 1911
- Umberto Saba, Poesie di tutti i giorni, La Voce, 18 maggio 1911
- G.A. Borgese, Poeti prosatori, in "La Stampa", 30 giugno 1911
- Vincenzo Cardarelli, I nostri decadenti: Marino Moretti, in Avanti!, 27 agosto 1911
- Scipio Slataper, Perplessità crepuscolare, in "La Voce", 16 novembre 1911
- Giovanni Federzoni, Novelle di Marino Moretti, in Fanfulla della Domenica, 18 febbraio 1912
- Giulio Gianelli, Le novelle di Marino Moretti, in Corriere della Sera, 3 aprile 1912
- Emilio Cecchi, Tre novellieri: Ojetti, Moretti, Tartufari, in La Tribuna, 18 aprile 1912
- Umberto Saba, Marino Moretti, in "La Voce", 15 maggio 1912
- Renato Serra, Le lettere, Roma, Bontempelli, 1914
- Federigo Tozzi, Il binomio Gozzano-Moretti e il "Giardino dei frutti, in Sapientia, dicembre 1916
- Corrado Alvaro, Il sole del sabato, in "Il Resto del Carlino", 15 marzo 1917
- Vittorio Lugli, Marino Moretti, in La Romagna, gennaio-dicembre 1917
- Giovanni Boine, Plausi e botte, Firenze, La Voce, 1918
- Giovanni Papini, Testimonianze, Milano, Studio Editoriale Lombardo, 1918
- Emilio Cecchi, "L'isola dell'amore", in "La Ronda", marzo 1920
- Pietro Pancrazi, Scrittori d'oggi, I-VI, Bari, Laterza, 1920-1953
- Scipio Slataper, Scritti letterari e critici, Firenze, La Voce, 1920
- Giuseppe Prezzolini, Rassegna di letteratura, in "Rivista d'Italia", 15 giugno 1920
- Francesco Pastonchi, Cronache di varia letteratura, III, in L'Illustrazione italiana, 4 agosto 1920
- Giovanni Titta Rosa, Narratori contemporanei, II, Milano, Primato editoriale, 1921
- Ada Negri, La donna nei romanzi nuovi: Meneghina, serva, in Donna, 30 gennaio 1921
- Claudio Angelini, Il lettore provveduto, Milano, Il Convegno Editoriale, 1923
- G. A. Borghese, Tempo di edificare, Milano, Treves, 1923
- Pietro Pancrazi, Venti uomini, un satiro e un burattino, Firenze, Vallecchi, 1923
- Luigi Russo, I narratori, Roma, Fondazione Leonardo, 1923
- Guglielmo Bonuzzi, Marino Moretti: profilo letterario, in "Nuova Antologia", settembre 1923
- Ugo Ojetti, Cose viste, III, Milano, Fratelli Treves 1926
- Lionello Fiumi, Armand Henneuse, Poésie italienne contemporaine, Paris, Les Ecrivains Réunis, 1928
- Maurice Vaussard, Sur la nouvelle italie, Paris, Valois, 1928
- Gianfranco Contini, Scrittori moderni: Marino Moretti, "Rivista rosminiana", 1º marzo 1929
- Guido Piovene, Il processo del fanciullino, "I libri del giorno", aprile 1929
- Francesco Cazzamini Mussi, Marino Moretti, Firenze, Vallecchi, 1931
- Benjamin Crémieux, Romanciers Italiens, Paris, Dnoel et Steele, 1931
- Aldo Palazzeschi, Vent'anni, Pegaso, maggio 1931
- Grazia Deledda, Inverno precoce, Corriere della sera, 17 ottobre 1931
- Henry Hauvette, Littèrature italienne, Paris, Libr. Armand Colin, 1932
- Alfredo Gargiulo, Poesie scritte col lapis, in L'Italia Letteraria, 10 novembre 1932
- Bonaventura Tecchi, Maestri ed amici, L'Aquila, Tempo Nostro, 1934
- Francesco Jovine, L'evoluzione di Moretti, in L'Italia letteraria, 15 aprile 1935
- Walter Binni, La poetica del decadentismo, Firenze, Sansoni, 1936
- Attilio Momigliano, La poesia di questi trent'anni, in Corriere della sera, 17 luglio 1936
- Giuseppe Petronio, I crepuscolari, Firenze, Sansoni, 1936
- Giuseppe Prezzolini, La cultura italiana, Firenze, La Voce, 1938
- Giuseppe Ravegnani, I contemporanei, Torino, Bocca, 1938
- Pietro Pancrazi, Ragguagli di Parnaso, Bari, Laterza, 1939
- Francesco Casnati, Moretti laico della misericordia, in Nuova Antologia, 16 luglio 1939
- Alfredo Gargiulo, Letteratura italiana del Novecento, Firenze, Le Monnier, 1940
- Francesco Jovine, Marino Moretti, in Diritti della scuola, 10 ottobre 1940
- Andrea Rigoni, Marino Moretti, in Osservatore romano, 28 dicembre 1941
- Giovanni Lugaresi, I novant'anni di Marino Moretti, Stear, Ravenna, 1975.
- A.A.V.V., Moretti 90, Quaderni dell'Osservatore Romano, Roma, 1975.
- Carlo Del Teglio, "La vitalità di Moretti", in "Piccoli saggi critici", su "Leucensia", Editrice C.B.R.S., Lecco, 1985.
- Luigi Maria Personè, Come finì una lunga amicizia, "Il Giornale", 25 maggio 1999
- Manuela Ricci, "L'archivio di Casa Moretti: un bilancio e alcune prospettive", in Raffaella Castagnola (a c. di), Archivi letterari del '900, Firenze, Franco Cesati, 2000, pp. 75–82.
- Vincenzo Bianco, Marino Moretti e le tre corone della Nuova Italia (su Via Laura), Lecce, Milella, 2025.